# Hermes Fontes

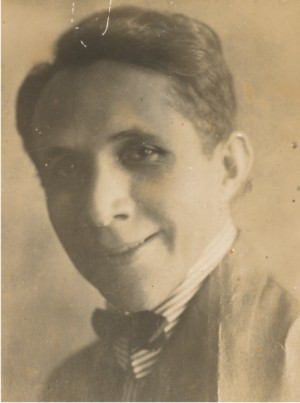
Hermes Fontes

Hermes Bartolomeu Martins de Araújo Fontes (* 28. August 1888 in Boquim, Sergipe; † 25. Dezember 1930 in Rio de Janeiro) war ein brasilianischer Schriftsteller.

## Leben
Hermes Fontes bekam durch Vermittlung des Gouverneurs von Sergipe, Martinho Garcez, ein großzügiges Stipendium. Damit konnte er nicht nur in rio das Liceu Nacional (höhere Schule) besuchen, sondern auch im Anschluss daran (1906) Rechtswissenschaften an der Universität Rio de Janeiro studieren. 1911 schloss er dieses Studium mit Erfolg ab.
Noch im selben Jahr bekam Fontes eine Anstellung bei der Zeitschrift Diário de Notícias und als solcher unterstützte er maßgeblich Ruy Barbosa bei dessen politischen Ambitionen. Durch dessen Freundschaft bekam Fontes eine Anstellung als Verwaltungsbeamter. Daneben schrieb er aber weiterhin für Zeitungen bzw. Zeitschriften wie „Fon-Fon“, „Catea“, „Imparcial“ und „Folha do Dia“.
Domício da Gama und Ruy Barbosa schafften es selbst als Präsidenten nicht, ihrem Freund Fontes die Aufnahme in die Academia Brasileira de Letras zu ermöglichen. Das sich die persönlichen – privaten wie politischen – Ambitionen von Hermes Fontes nicht erreichen ließen, begann er an Depressionen zu leiden und entwickelte auch einen Minderwertigkeitskomplex. Im Alter von 42 Jahren begann Hermes Fontes am 25. Dezember 1930 in Rio de Janeiro Selbstmord.

## Werke (Auswahl)
Lyrik
- Apoteoses. 1908.
- A Lâmpada Velada. 1922.
- O mundo em Chamas. 1914.
- Míragem do deserto. 1917.

Prosa
- A margem de um Inquérito. 1913.
- Juízos Efêmeros. 1916.
- Despertar!. 1922.